# Ковпачкальні
Ковпачкальні (Encalyptales) — порядок мохоподібних підкласу Funariidae. Він містить одну родину.